# Nicolás Castro Benítes
Nicolás Castro Benítes (El Oro, 29 de marzo de 1922-Guayaquil, 26 de febrero de 2020), fue un doctor, jurista, profesor universitario, senador y político ecuatoriano.

## Biografía
Nació el 29 de marzo de 1922 en la provincia ecuatoriana de El Oro. A los diecinueve años de edad se mudó a Guayaquil.
Desarrolló su actividad política como diputado del Congreso Nacional de Ecuador, donde fue elegido en seis ocasiones, representando a la provincia del Guayas y de El Oro. En 1973 asumió la presidencia del Colegio de Abogados del Guayas.
También fue miembro de la Casa de la Cultura Ecuatoriana; de la Academia de Abogados de Quito y Guayaquil; así como miembro honorario de la Federación de Argentina de Colegios de Abogados y de la Asociación Nacional de Abogados de México.
Fue candidato a la vicepresidencia junto al candidato presidencial Galo Plaza Lasso.
Falleció en Guayaquil a la edad de 97 años, el 26 de febrero de 2020.